# Dick Groves
Richard Groves, detto Dick (1909/1910 – ...), è stato un allenatore di calcio inglese.

## Carriera

### Giocatore
Durante la sua carriera da calciatore giocò con vari club localizzati nel sud-ovest dell'Inghilterra (Bristol Rovers, Southampton, Plymouth e Torquay Utd).

### Allenatore
Nel 1951 ha allenato gli Sligo Rovers, club della prima divisione irlandese, per poi dimettersi a fine stagione; nella stagione 1953-1954 ha invece allenato l'ADO Den Haag, club della prima divisione australiana. In seguito è emigrato in Nuova Zelanda, dove nel 1954 ha allenato il North Shore Utd; nel 1960 ha invece allenato l'Sydney Hakoah, in Australia.